# Broken Fetters
Broken Fetters er en amerikansk stumfilm fra 1916 af Rex Ingram.

## Medvirkende
- Kittens Reichert.
- Violet Mersereau.
- Charles H. France som Hee.
- Earl Simmons som Bruce King.
- Frank Smith som Foo Shai.